# Cleiton
Cleiton Schwengber, plus simplement connu comme Cleiton, né le 19 août 1997 à Descanso, est un footballeur brésilien qui évolue au poste de gardien de but au RB Bragantino.

## Biographie

### Carrière en club
Issu de l'académie de l'Atlético Mineiro, il fait ses débuts le 26 juin 2017 lors d'une victoire 1-0 contre Chapecoense.
Devenu un titulaire indiscutable avec le club de Belo Horizonte lors de la saison 2019, où son club atteint les demi-finales de la Copa Sudamericana, il est transféré au RB Bragantino début 2020 pour une somme de 5 millions d'euros,.

### Carrière en sélection
International avec l'équipe nationale brésilienne des moins de 20 ans, il participe au championnat sud-américain en 2017, étant titularisé contre la Colombie,.
Il participe également au Tournoi pré-olympique de la CONMEBOL en 2020, qui voit le Brésil se qualifier pour les JO de Tokyo.

## Palmarès
| Atlético Mineiro - Championnat du Minas Gerais : - Vice-champion : 2018 et 2019. |

## Statistiques
| Saison                | Club                  | Championnat           | Championnat | Championnat | Coupe(s) nationale(s) | Coupe(s) nationale(s) | Compétition(s) continentale(s) | Compétition(s) continentale(s) | Compétition(s) continentale(s) | Ligue régionale | Ligue régionale | Total | Total |
| Saison                | Club                  | Division              | M.          | B.          | M.                    | B.                    | Comp.                          | M.                             | B.                             | M.              | B.              | M.    | B.    |
| 2017                  | Atlético Mineiro      | Série A               | 1           | 0           | -                     | -                     | -                              | -                              | -                              | -               | -               | 1     | 0     |
| 2018                  | Atlético Mineiro      | Série A               | -           | -           | -                     | -                     | -                              | -                              | -                              | 1               | 0               | 1     | 0     |
| 2019                  | Atlético Mineiro      | Série A               | 25          | 0           | -                     | -                     | CL+CS                          | 1+7                            | 0+0                            | 6               | 0               | 39    | 0     |
| Sous-total            | Sous-total            | Sous-total            | 26          | 0           | -                     | -                     | -                              | 8                              | 0                              | 7               | 0               | 41    | 0     |
| 2020                  | RB Bragantino         | Série A               | 32          | 0           | 2                     | 0                     | -                              | -                              | -                              | 2               | 0               | 36    | 0     |
| 2021                  | RB Bragantino         | Série A               | 34          | 0           | -                     | -                     | CS                             | 13                             | 0                              | 9               | 0               | 56    | 0     |
| 2022                  | RB Bragantino         | Série A               | 25          | 0           | 2                     | 0                     | CL                             | 6                              | 0                              | 12              | 0               | 45    | 0     |
| Sous-total            | Sous-total            | Sous-total            | 91          | 0           | 4                     | 0                     | -                              | 19                             | 0                              | 23              | 0               | 137   | 0     |
| Total sur la carrière | Total sur la carrière | Total sur la carrière | 117         | 0           | 4                     | 0                     | -                              | 27                             | 0                              | 30              | 0               | 178   | 0     |